# Eiichi Yamamoto
Eiichi Yamamoto (やまもと えいいち?, Yamamoto Eiichi; prefettura di Kyoto, 22 novembre 1933 – 7 settembre 2021) è stato un regista cinematografico e sceneggiatore giapponese, conosciuto per aver realizzato delle opere insieme con Osamu Tezuka.

## Filmografia
- Astro Boy: The Brave in Space (1964)
- Le mille e una notte (千夜一夜物語?, Senya Ichiya Monogatari, 1969)
- Cleopatra (クレオパトラ?, Kureopatora, 1970)
- Kanashimi no Belladonna (哀しみのベラドンナ?, Kanashimi no Beradonna, 1973)
- Odin: Kōshi hansen Starlight (オーディーン 光子帆船スターライト?, Ōdīn: Kōshi hansen Sutāraito, 1985)